# La Matrone d'Éphèse

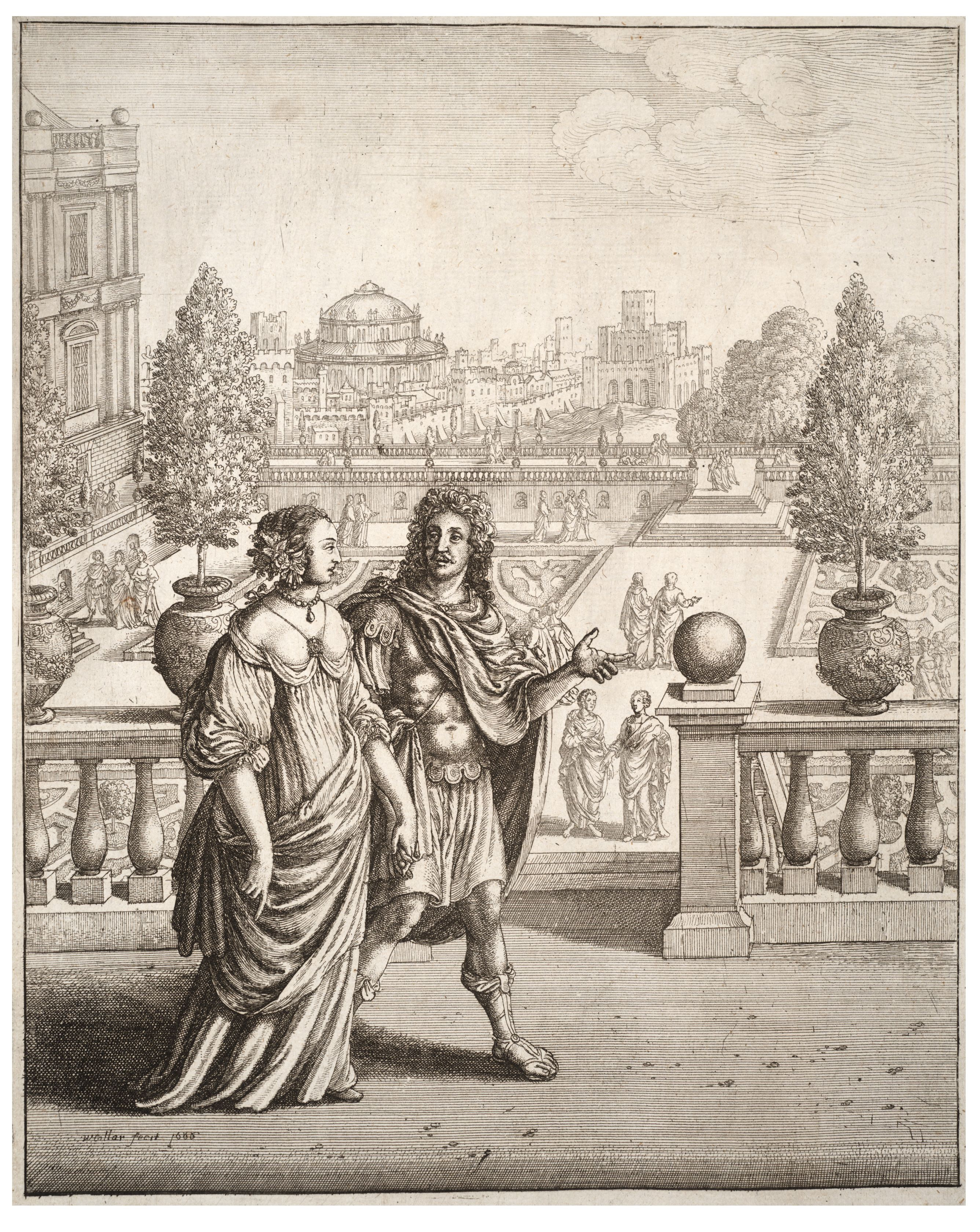
Scène du récit La Matrone d'Éphèse

La Matrone d'Éphèse est un conte licencieux inséré dans le Satyricon de Pétrone qui narre l'histoire d'une jeune veuve qui succombe finalement, malgré la période de deuil, à la tentation de la chair. Au début du récit, le deuil de la matrone est d'une telle intensité qu'elle désire mettre en application la fameuse phrase prononcée par les époux lors d'un mariage romain : « Ubi tu Gaius, ibi ego Gaia ». Elle décide, en effet, de suivre son mari dans la tombe et de périr à côté de son cadavre. Mais le récit prend une tournure inattendue quand un soldat qui surveille les cadavres de brigands venant d'être crucifiés aperçoit de la lumière dans le caveau. Il y entre et est ébloui par la beauté de la matrone. Assez subtilement, il parvient à éveiller la curiosité de la matrone qui finalement se laisse séduire. Dans la suite du récit, elle ira même jusqu'à sacrifier le corps de son époux pour sauver son amant. Dans l'économie générale du récit, « son histoire illustre la seule relation hétérosexuelle heureuse du Satyricon et fournit au roman un ton d'optimisme ainsi qu'une foi nouvelle en la fertilité de la vie »
Selon Louis de Langle, il « n'est peut-être même qu'une milésienne récente qui se serait glissée tardivement dans le recueil ».

## Analyse du vocabulaire du couple
L'analyse du vocabulaire utilisé par Pétrone pour décrire le mari mort de la matrone est révélatrice du contenu. Une lecture superficielle du début de l'extrait montre que [réf. nécessaire] la matrone aime passionnément son mari, au point de vouloir mourir avec lui. Néanmoins, une lecture plus approfondie du texte latin offre une autre vision des choses : l'analyse des termes utilisés pour décrire le mari montre que Pétrone est déjà en train d'annoncer que cet amour inconditionnel de la matrone n'est peut-être pas si définitif. Ainsi, si le premier terme qui permet de décrire le mari est vir, « l'homme », terme très fort, évoquant toute sa vigueur [cette analyse lexicale n'est pas rigoureuse. Le terme "vir" est le terme générique le plus commun signifiant "homme" ou "mari" en latin], même s'il est mort, l'image se dégrade très vite : suivent les termes defunctus, corpus et cadaver. Ce vir devient un « défunt », un « corps » et un « cadavre ». Il n'existe en fait déjà plus [formulation fausse et excessive], il est déjà de l'histoire ancienne [réf. nécessaire] et la suite du texte le confirmera.

## Réécritures

### Au théâtre
Le conte, repris dans plusieurs fabliaux médiévaux, connaît plusieurs reprises aux XVIIe et XVIIIe siècles en France. La pièce Phèdre et quelques textes de Saint-Évremond y font allusion. Houdar de La Motte s'en inspire dans La Matrone d'Éphèse ainsi que Nolant de Fatouville dans Arlequin Grapignan (1682). Bussy-Rabutin (1677) en donne aussi une interprétation dramatique. L’opéra-comique de Louis Fuzelier en 1714 s'en inspire.

### Dans les fables

#### Chez La Fontaine
Le conte a été également repris par Jean de La Fontaine au livre XII des Fables (fable 26). La Fontaine publie pour la première fois sa fable en 1682, dans le poème du Quinquina et autres ouvrages en vers de M. de la Fontaine, puis le reprend, en 1694, pour le joindre au douzième livre de ses Fables.
Selon Yasmina Foehr-Janssens, si les fabulistes se sont intéressés à la Matrone d’Éphèse, c’est parce qu’ils « ne cessent de mettre en question les rapports du vrai et du faux grâce à une pratique rusée de la vraisemblance. Leurs intrigues s’inscrivent dans un décor que l’on dit réaliste (...) et dans une temporalité qui relève d’un passé suffisamment proche pour être accessible à la mémoire personnelle d’un individu ». Selon elle, l’histoire de La Matrone d’Éphèse s’opposerait « par son historicité, aux tragédies anciennes et aux noms connus de longue date ».

#### Chez Perrault
Charles Perrault évoque La Matrone d’Éphèse dans sa préface de 1695 aux contes en vers.